# Una vida
Una vida (en italiano: Una vita) es la primera novela de Italo Svevo, publicada por Vram en 1892. Es una novela psicológica sobre la dificultad de ser.

## Argumento
Alfonso Nitti, un joven intelectual con aspiraciones literarias, deja su tierra natal, donde vivía con su madre, para establecerse en Trieste, donde encuentra un humillante trabajo como banquero.
Un día es invitado a la casa del banquero Maller, donde conoce a Macario, un joven seguro de sí mismo con el que Alfonso construye una amistad, y a Annetta, la hija de Maller, que se interesa por la literatura y con la que Alfonso comienza una relación.
Cuando está a punto de casarse con ella, Alfonso huye para cambiar de vida y regresa a su país de origen, donde su madre, gravemente enferma, muere.
Alfonso regresa a Trieste y decide vivir una vida de contemplación, lejos de la pasión. Sin embargo, cuando descubre que Annetta está comprometida con Macario, Alfonso se siente herido e intenta por todos los medios volver a la situación anterior. No solo fracasa, sino que empeora la situación. Hasta que, después de otro error con la familia Maller, se encuentra desafiando al hermano de Annetta a un duelo; elige suicidarse para poner fin a esta vida inapropiada.
- Datos: Q4004472